# Vaxholms grenadjärregemente
Vaxholms grenadjärregemente (I 26) var ett infanteriförband inom svenska armén som verkade i olika former åren 1902–1927. Förbandsledningen var förlagd i Vaxholms garnison på Rindö.

## Historik

### Bildandet
Genom 1901 års härordning beslutades att Värmlands fältjägarkår och Hallands bataljon skulle avvecklas, och istället skulle de två förbanden bilda 1902 ett nytt regemente, Vaxholms grenadjärregemente. Regementet tilldelades beteckningen № 26 och utgjordes till en början av två bataljoner, men ökades genom 1914 års härordning med en tredje. Det erhöll sitt värnpliktiga manskap från Stockholms inskrivningsområde. Regementet ingick i Vaxholms fästnings besättning.

### Ordningsnumret
I samband med 1914 års härordning justerades 1914 samtliga ordningsnummer inom armén. För Vaxholms grenadjärregemente innebar det att regementet blev tilldelad beteckningen I 26. Justeringen av beteckningen gjordes för att särskilja regementen och kårer mellan truppslagen. Det med bakgrund till att namn och nummer som till exempel № 3 Livregementets grenadjärkår och № 3 Livregementets husarkår kunde förefalla egendomliga för den som inte kände till att förbanden ifråga tillhörde skilda truppslag.

### 1925 års försvarsbeslut
Som ett led i försvarsbeslutet 1925 kom regementet att avvecklas den 31 december 1927. Dock kom det uppstå den 1 januari 1928 som en reducerad skärgårdsinfanteribataljon ingående i Göta livgarde (I 2) under namnet Göta livgardes fästningsbataljon (I 2 V). Bataljonen bibehöll sin förläggning i Vaxholm och kom att bestå av en bataljonstab samt tre kompanier (Livkompaniet, 2. kompaniet och Ksp-kompaniet). Bataljonen lydde under två myndigheter, där administration och utbildning låg under Göta livgardes ansvar. För krigsplanläggning och mobilisering lydde bataljonen under kommendanten i Vaxholms fästning, vilken var en officer från Marinen. Genom försvarsbeslutet 1936 kom bataljonen att avvecklas tillsammans med Göta livgarde den 30 september 1939.

## Förläggningar och övningsplatser
Regementet var inledningsvis samgrupperade med Positionsartilleriregementet i Kvarteret Krubban, ett kasernområde Storgatan i Stockholm som ursprungligen uppförts till Livgardet till häst. Vaxholms grenadjärregemente var förlagda till den västra flygeln. Den 1 september 1906 förlades regementet till Rindön öster om Vaxholm. Regementsbebyggelsen för I 26 på Rindö stod klar 1907 och uppfördes efter Erik Josephsons typritningar för infanteriet. År 1941 blev det före detta Vaxholms grenadjärregementes byggnader en del av Vaxholms kustartilleriregemente (KA 1).

## Heraldik och traditioner
Regementets färg var mellanblå och det förde både Värmlands fältjägarkårs och Hallands bataljons fanor.

## Förbandschefer
Regementschefer verksamma vid regementet åren 1902–1927.

- 1901–1914: Ture Wickström
- 1914–1919: Tell Schmidt
- 1919–1926: Fredrik Löwenborg
- 1926–1927: Olof Thörnell

## Namn, beteckning och förläggning
| Kungl. Vaxholms grenadjärregemente | 1902-01-01 | – | 1927-12-31 |

| № 26 | 1902-01-01 | – | 1914-09-30 |
| I 26 | 1914-10-01 | – | 1927-12-31 |

| Stockholms garnison (F) | 1902-01-01 | – | 1906-08-31 |
| Vaxholms garnison (F)   | 1906-09-01 | – | 1927-12-31 |
| Myttinge skjutfält (Ö)  | 1906-09-01 | – | 1927-12-31 |

## Galleri

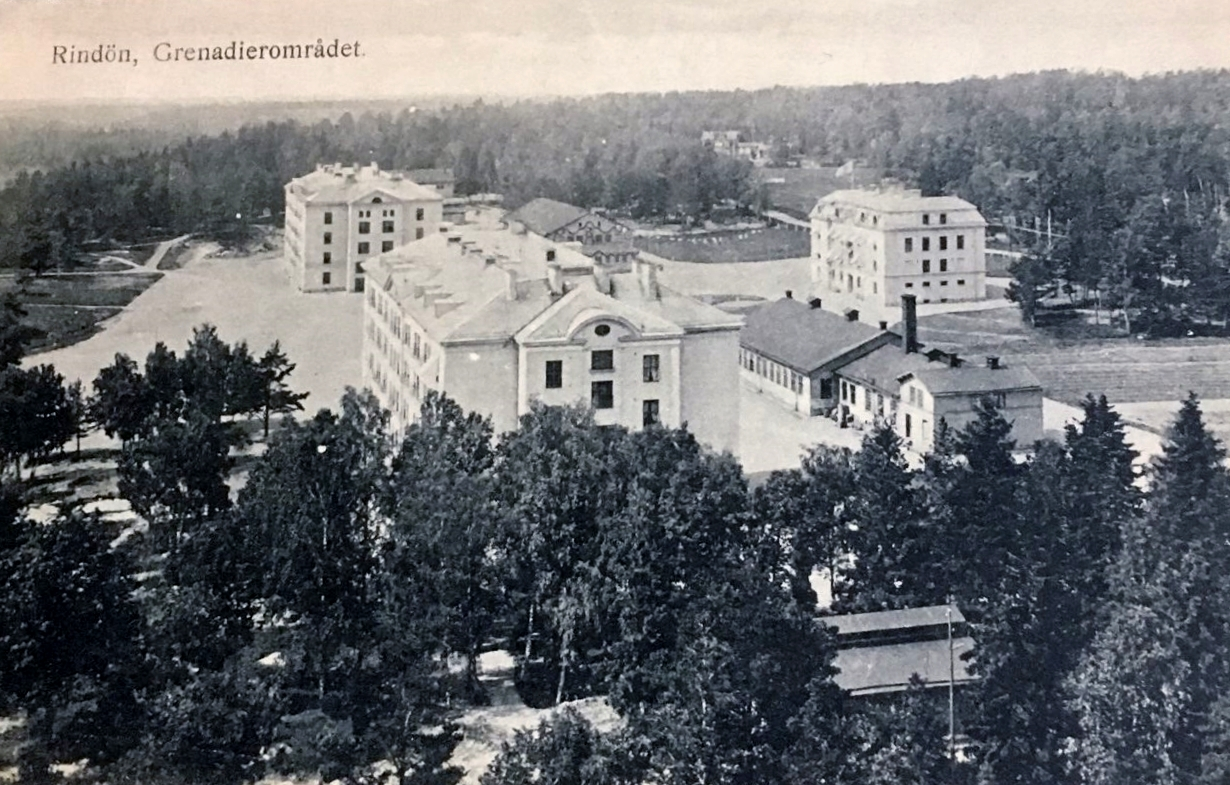
Flygbild över regementets kasernområde på Rindö.
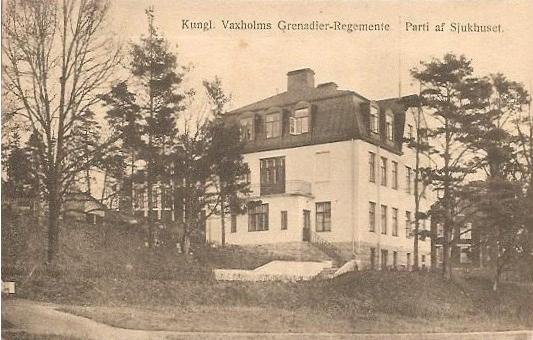
Del av regementets sjukhusbyggnad.
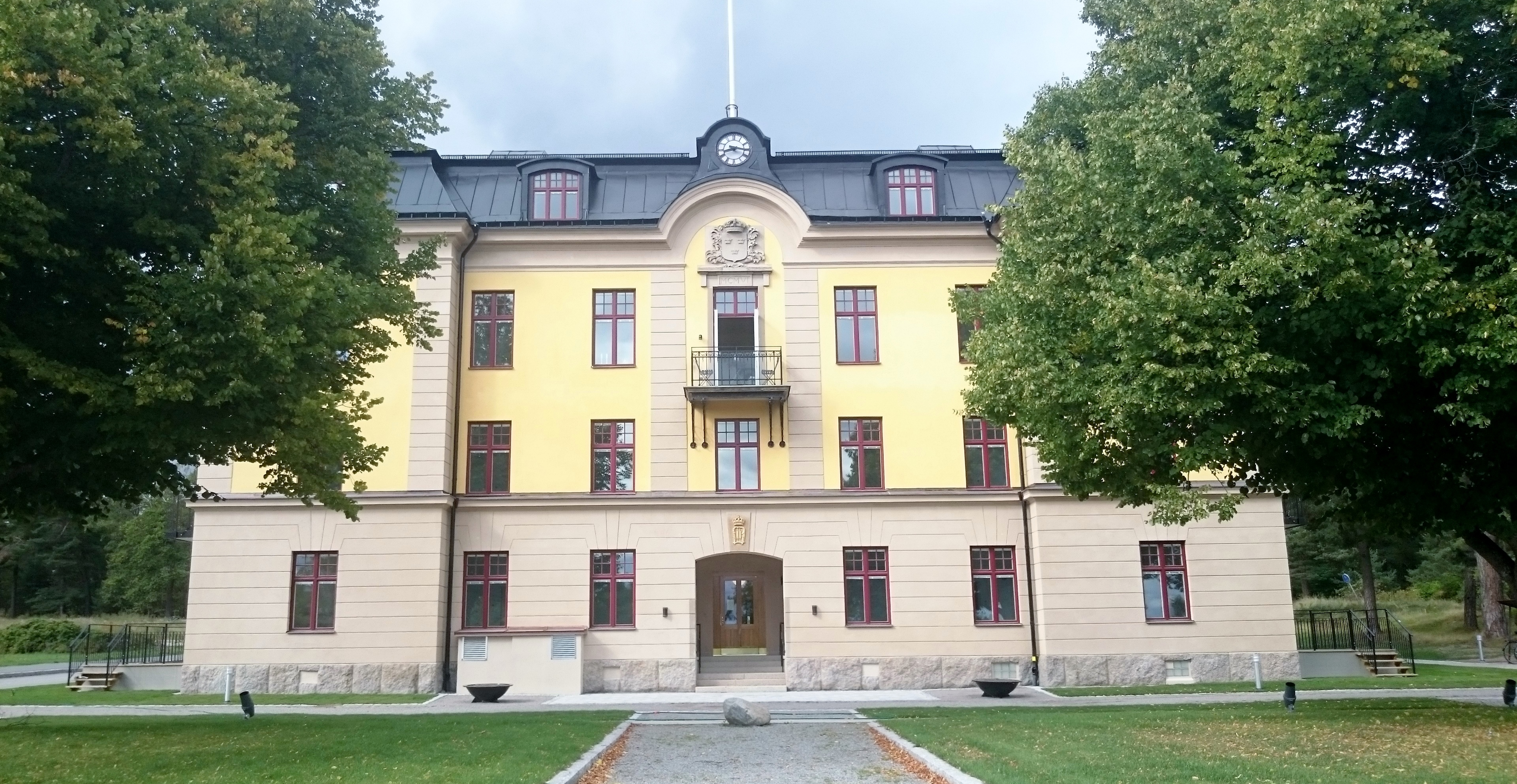
Regementets före detta kanslihus på Rindö.
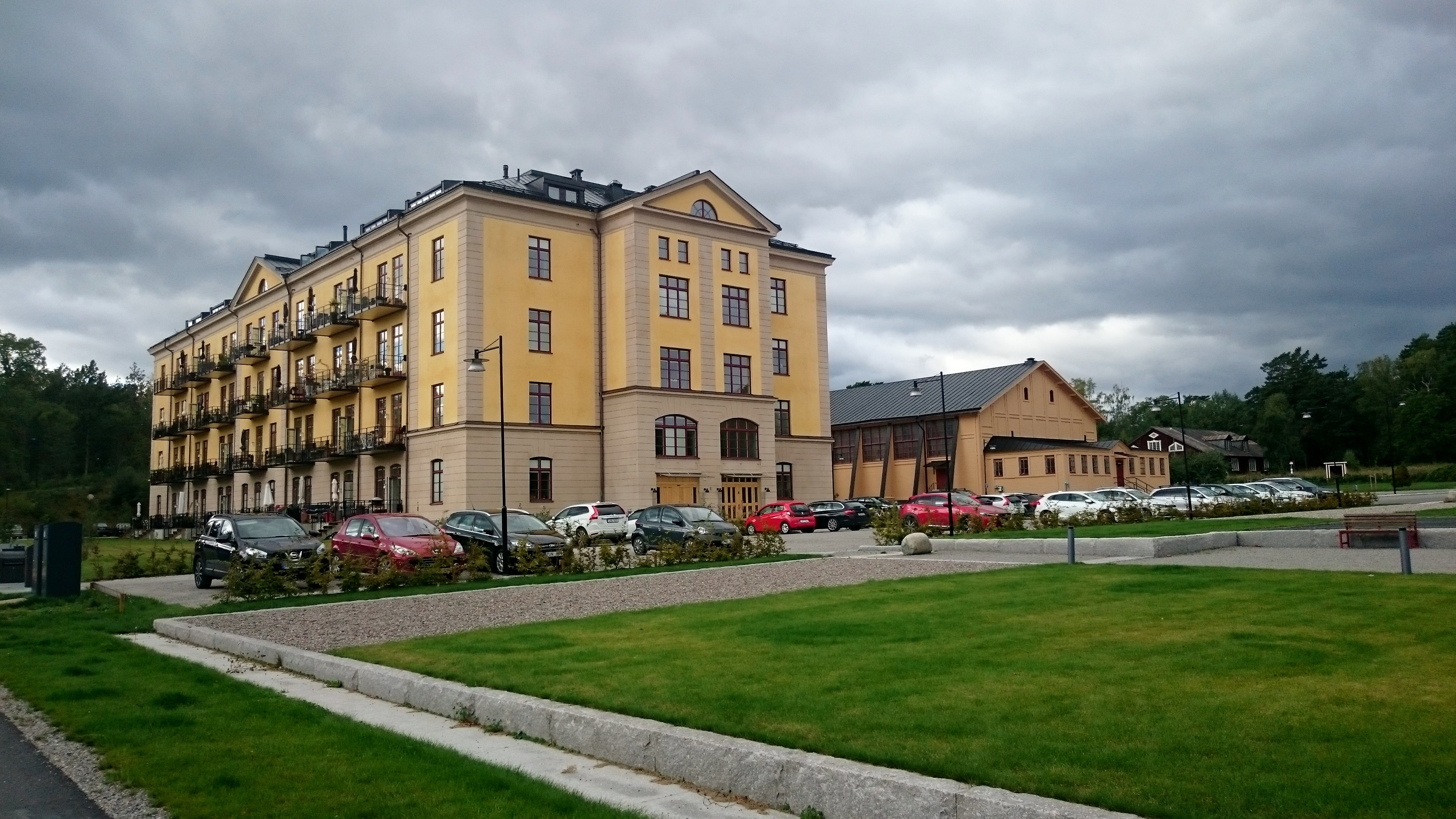
Kasern vid regementets före detta kasernområde på Rindö.
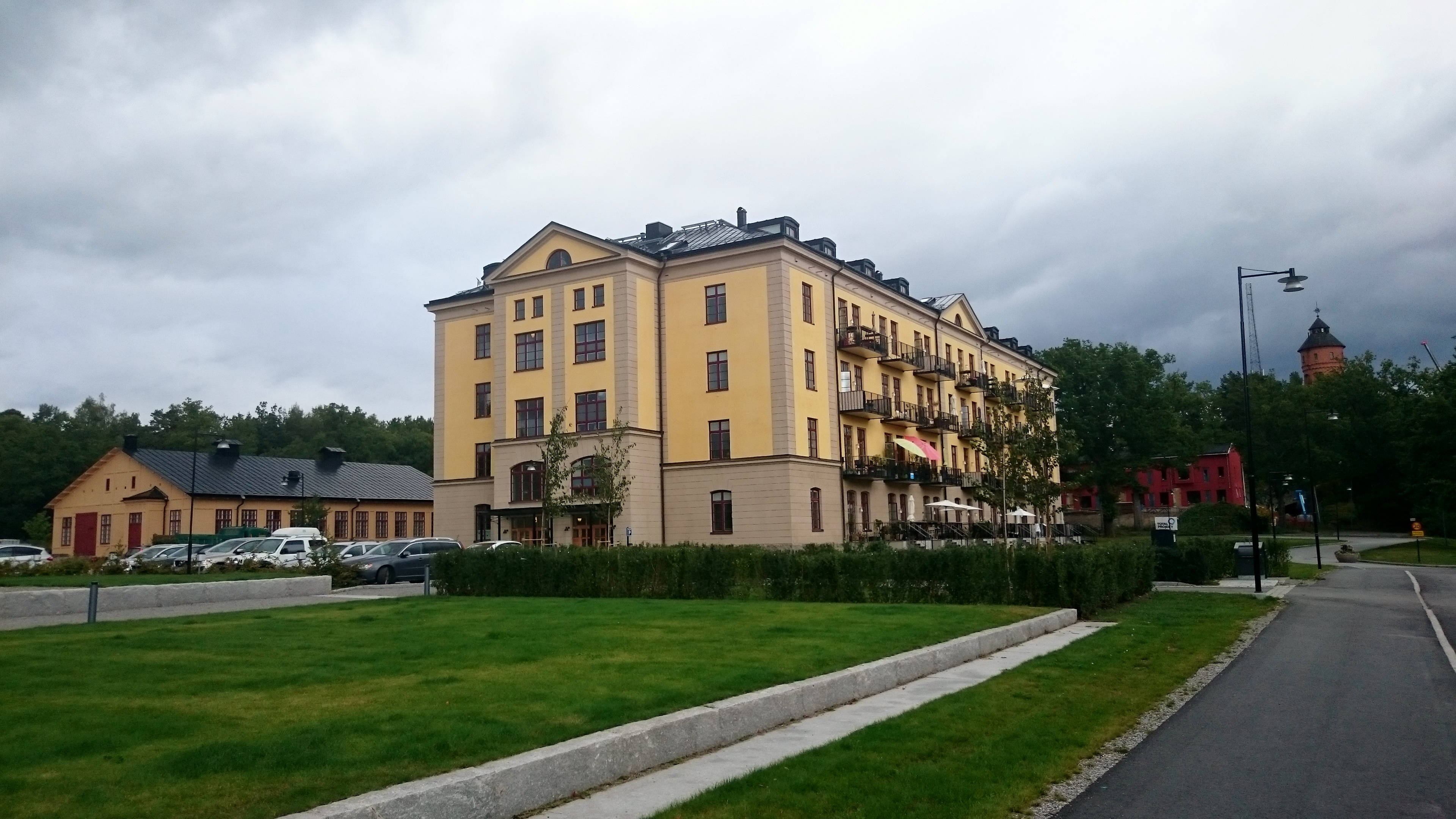
Kasern vid regementets före detta kasernområde på Rindö.
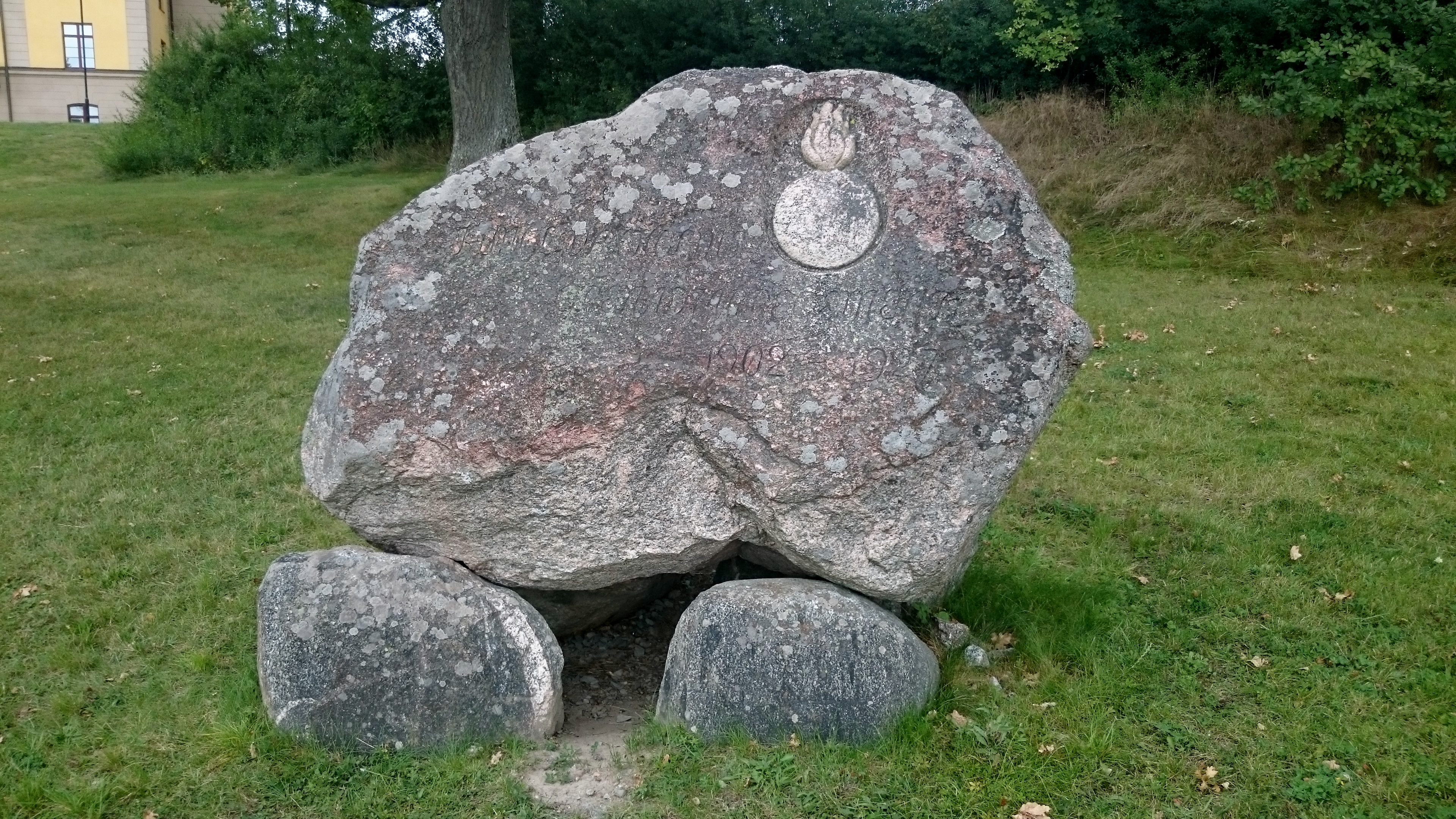
Minnessten över Vaxholms grenadjärregemente.
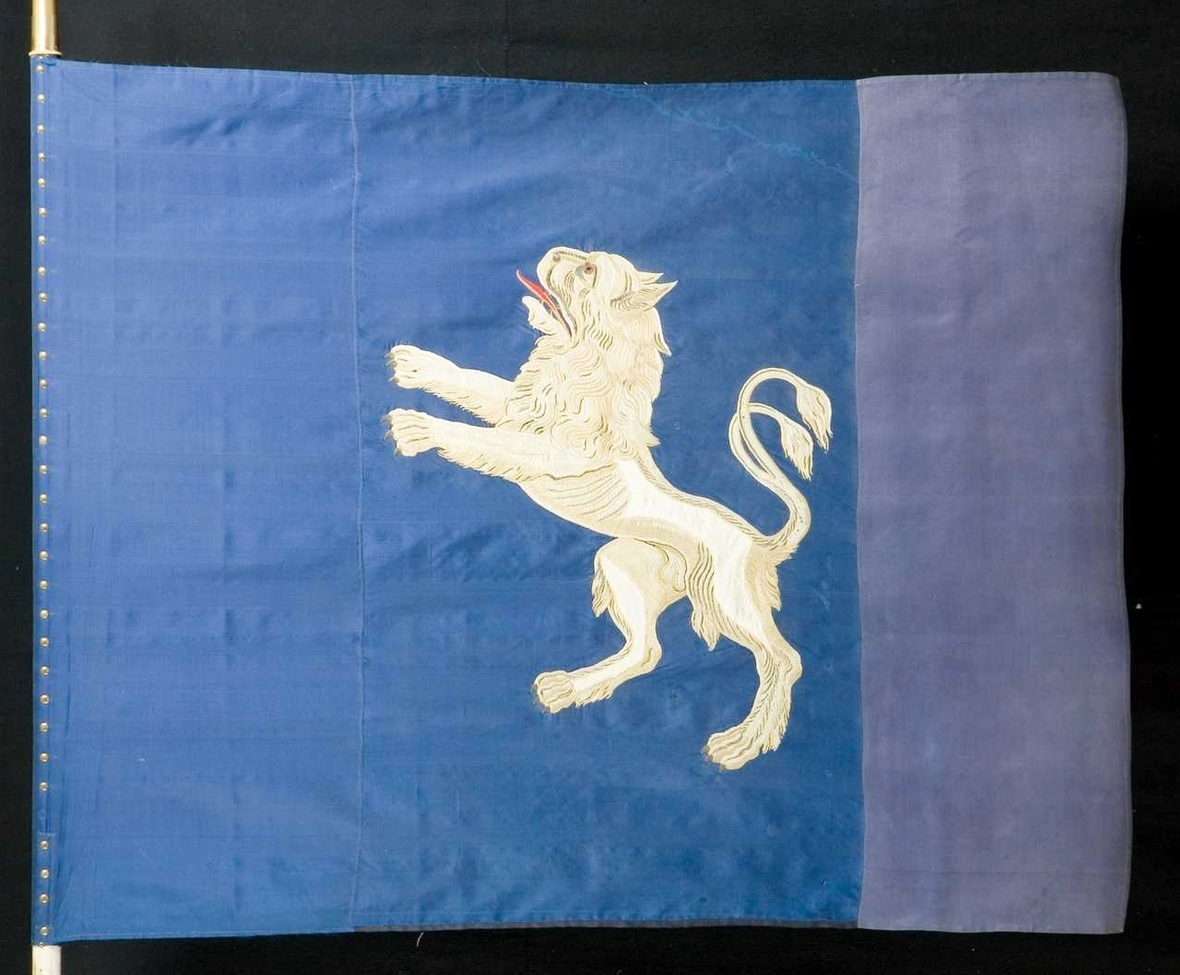
Regementets fana ärvd från Hallands bataljon.
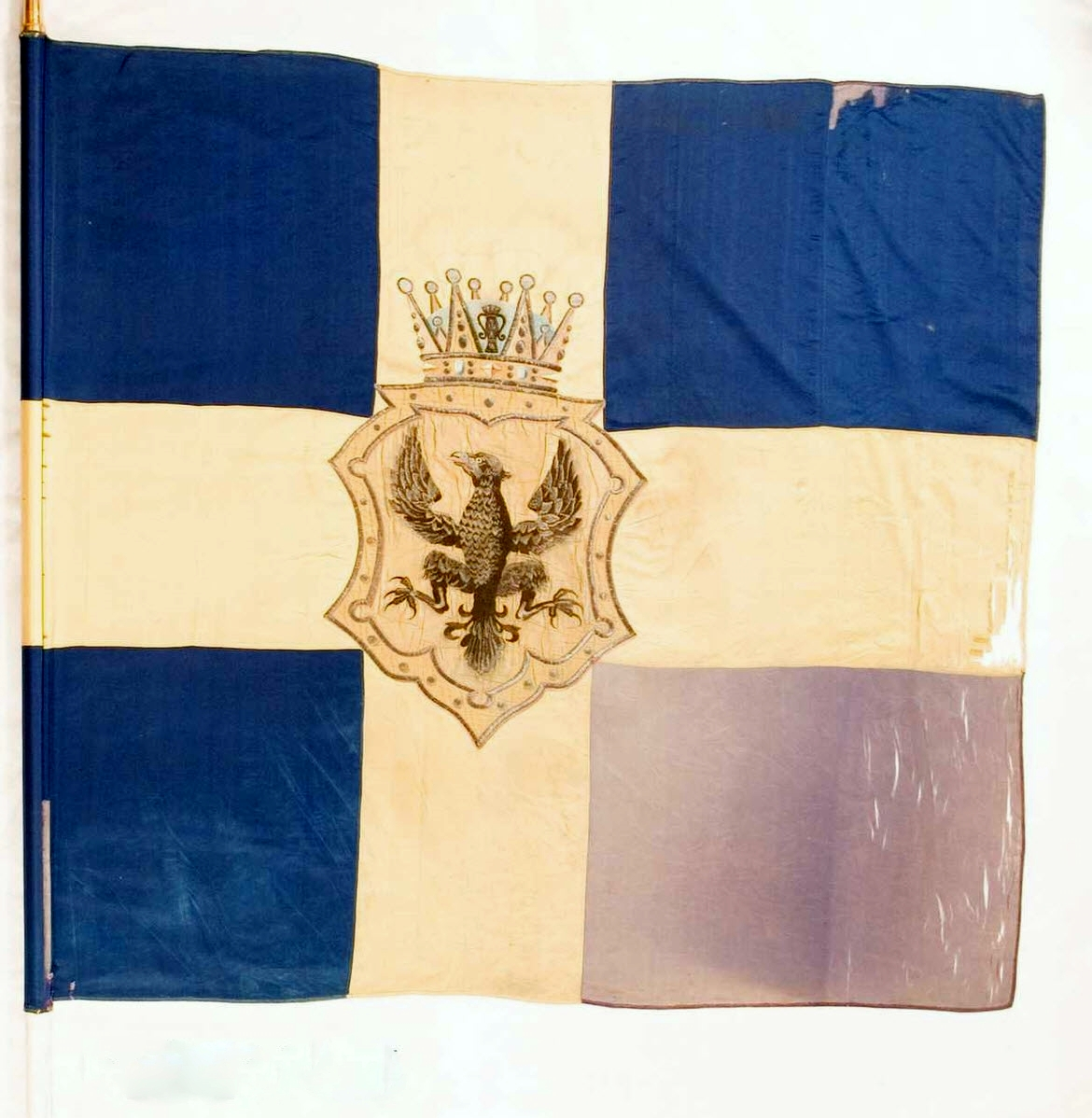
Regementets fana ärvd från Värmlands fältjägarkår.